# Andreja Schneider
Andreja Schneider (Zagreb, 27. svibnja 1964.) je njemačka kazališna, filmska i televizijska glumica i pjevačica iz Berlina, hrvatskih korijena.
Poznata je kao "gđica Schneider iz Bugarske" iz švicarsko-njemačkog komedijskog trojca Geschwister Pfister koji je nastupao u jednom od najpopularnijih berlinskih kabareta Bar jeder Vernunft. Ulogu gđice Schneider igra preko dvadeset godina.
S dvije je godine s obitelji otišla iz Zagreba u Njemačku gdje je odrasla i školovala se. Završila je studij slavistike. Glumila je više uloga na filmu i u kazalištu.
2014. je godine kandidirana za Večernjakovu domovnicu.

## Vanjske poveznice
- Michael Link: Andreja Schneider – Schauspielerin und Sängerin  Arhivirana inačica izvorne stranice od 22. svibnja 2015. (Wayback Machine), Berlin 1, 14. travnja 2015.
- Andreja Schneider na IMDb-u